# Sergueï Ivanov (peintre)
Pour les articles homonymes, voir Sergueï Ivanov.
Sergueï Vassilievitch Ivanov (en russe : Сергей Васильевич Иванов), né à Rouza le 4 juin 1864 (16 juin dans le calendrier grégorien) et mort à Dmitrov (oblast de Moscou) le 3 août 1910 (16 août dans le calendrier grégorien), est un peintre et graphiste russe.

## Biographie
Il a été membre des Peredvijniki et le cofondateur de l'Union des artistes russes.

## Style
La plupart de ses peintures sont des sujets tirés de l'histoire de la Russie, de la Révolution russe de 1905 ou montrent des scènes de la vie paysanne.

## Galerie d'illustrations

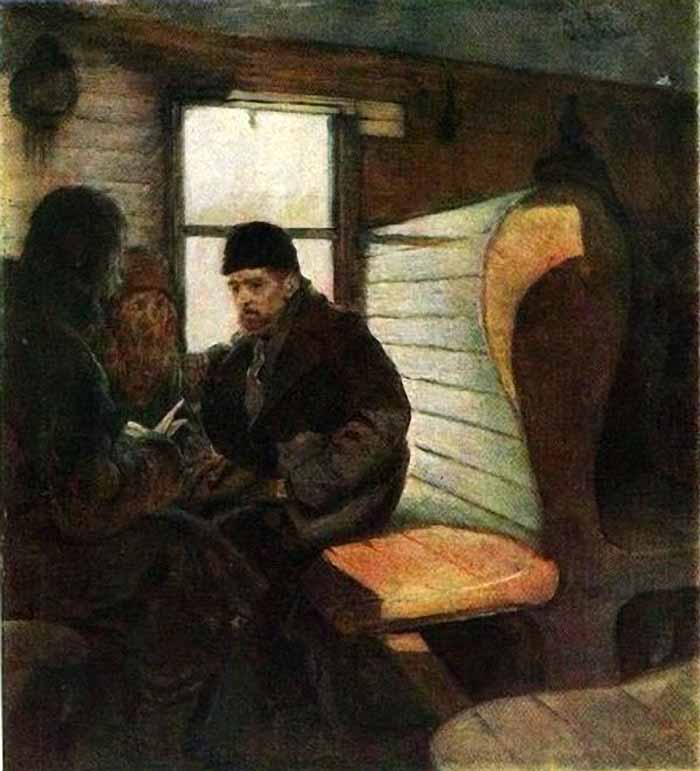
Agitateur dans le wagon (1886)
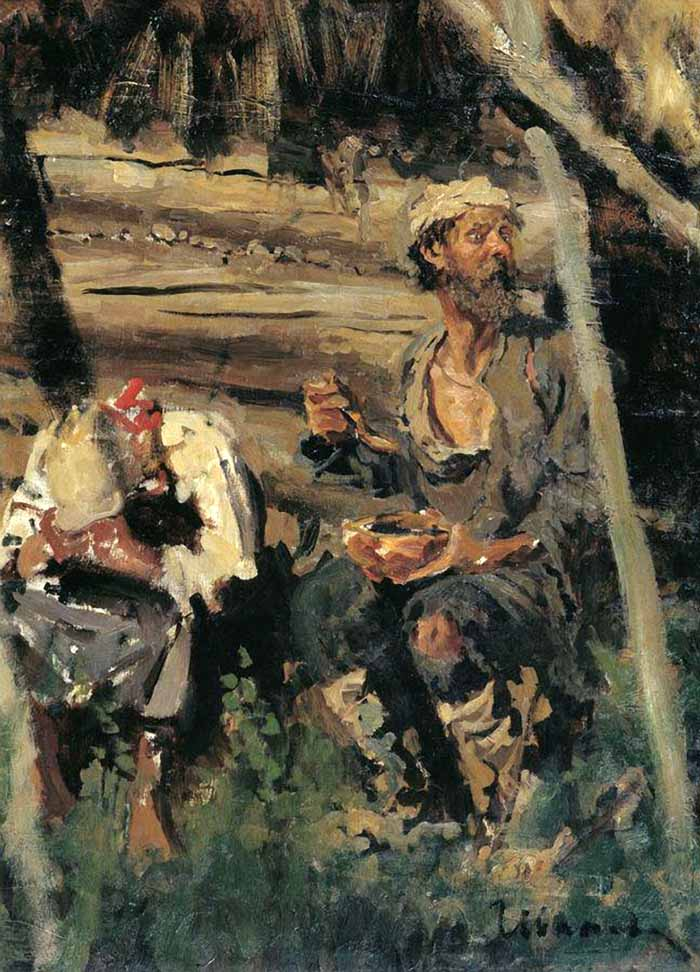
Fugitif (1886)
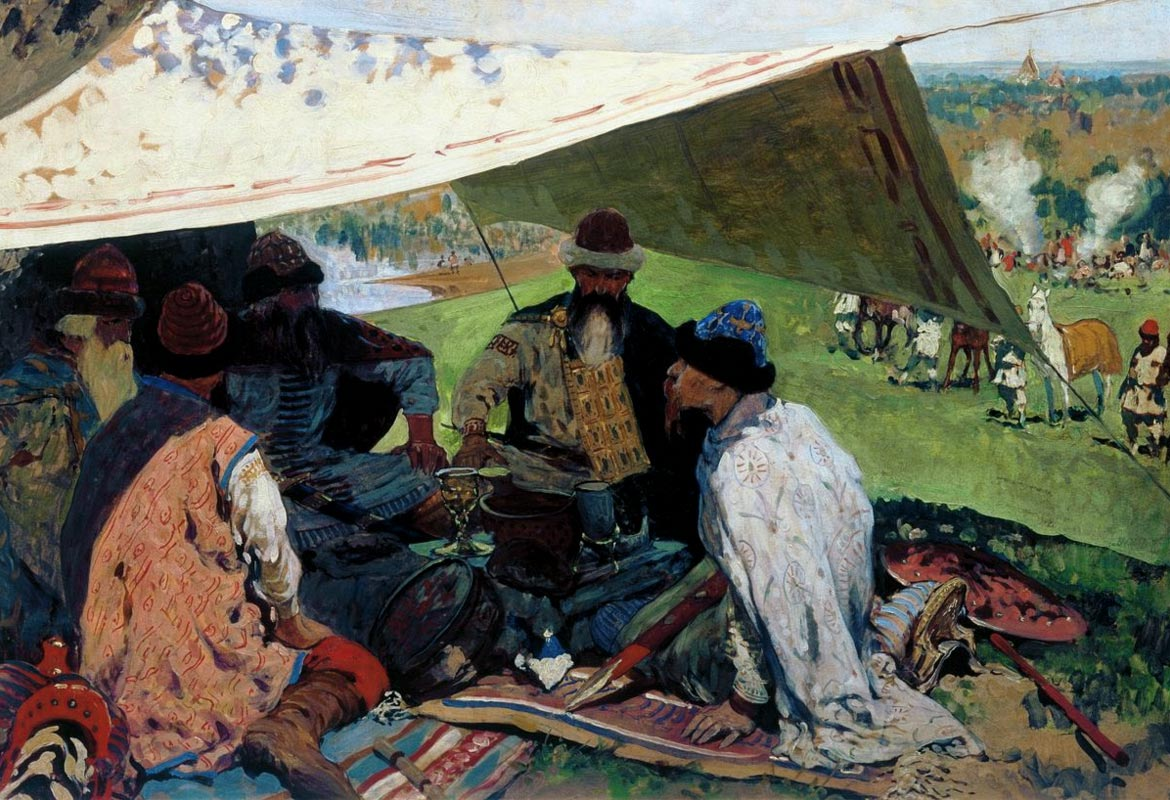
Congrès princier à vetichi, 1910 Musée régional des Beaux-Arts de Kostroma
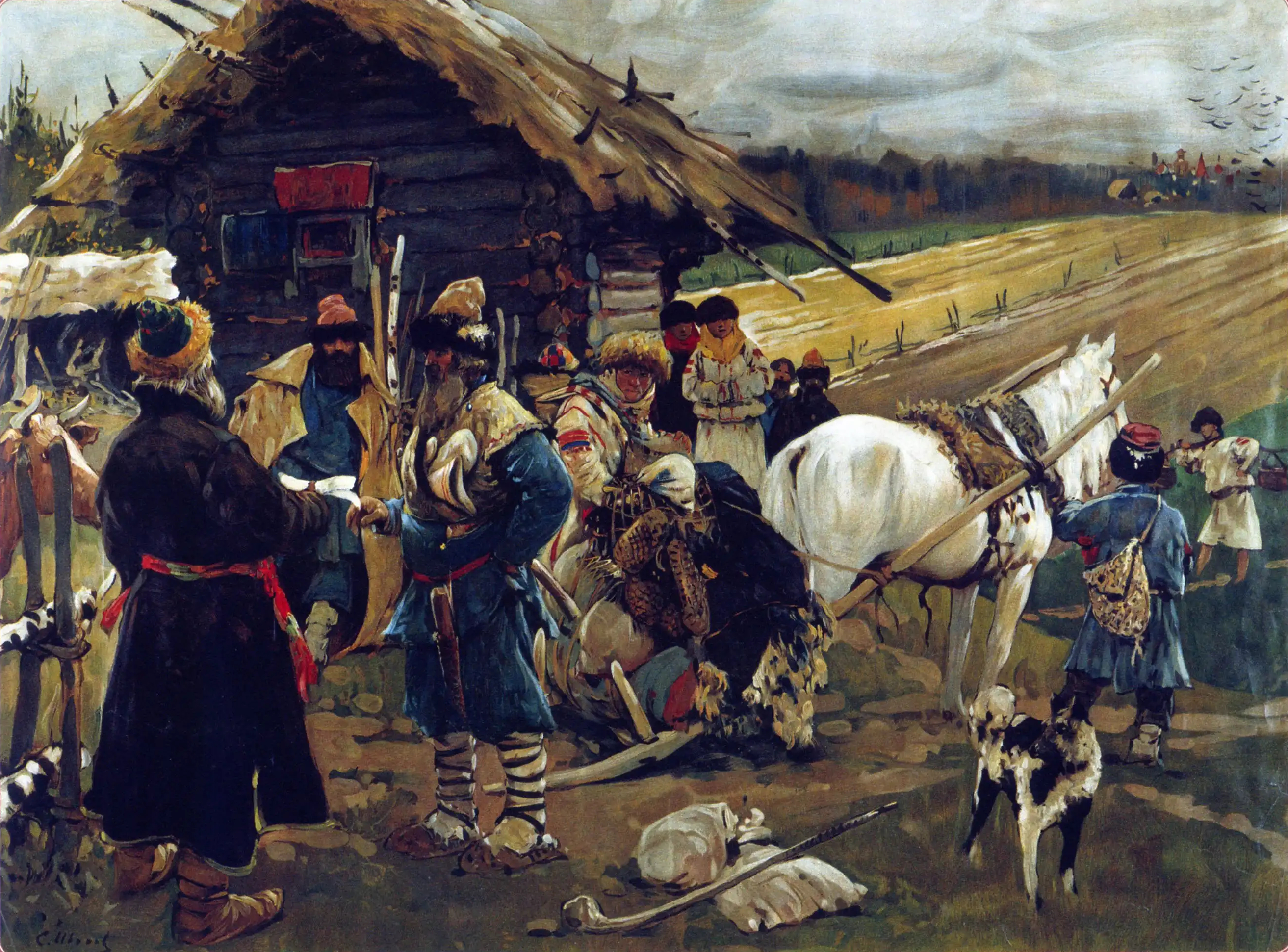
Paysan quittant son propriétaire le jour de Youri
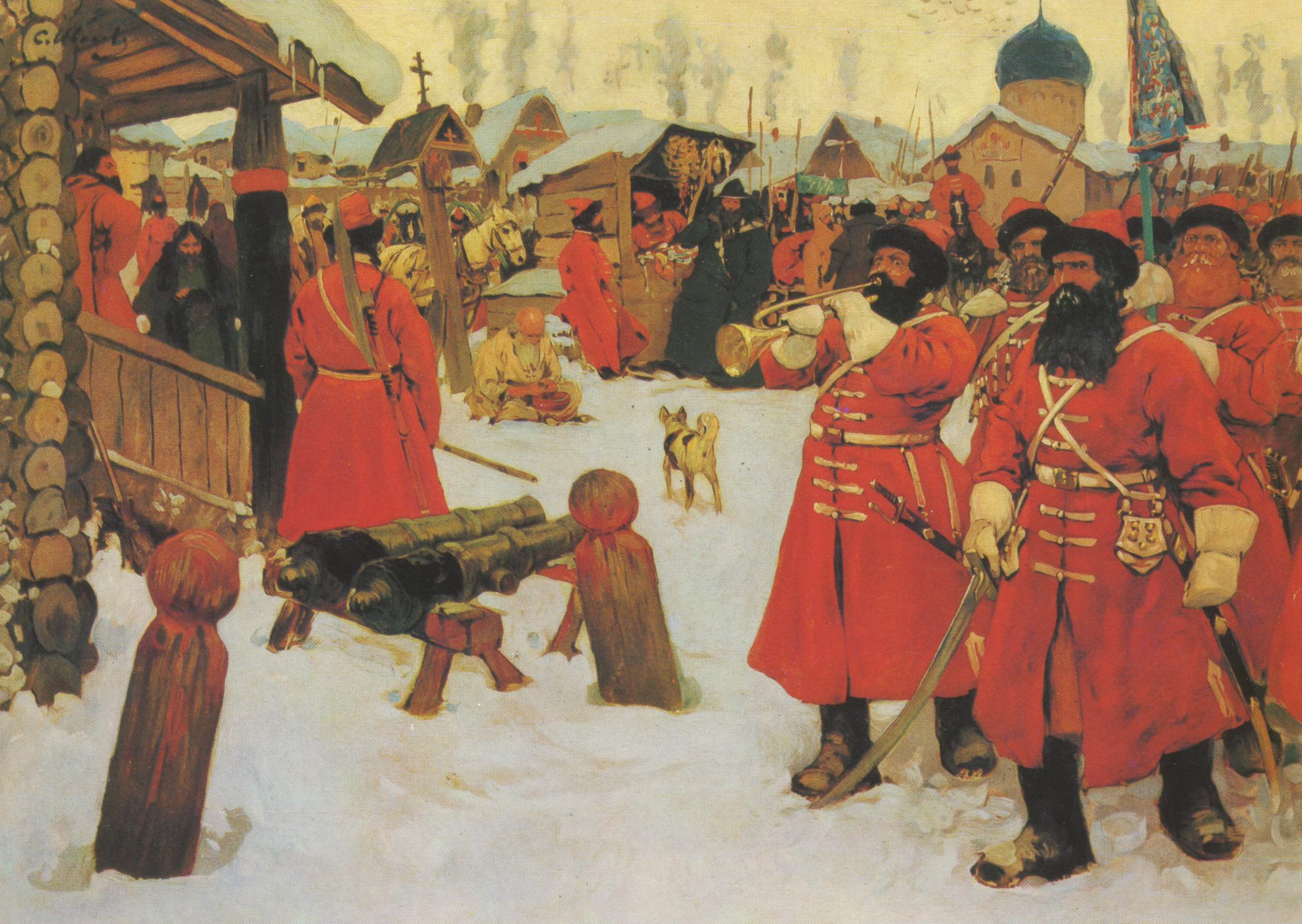
Le streltsy
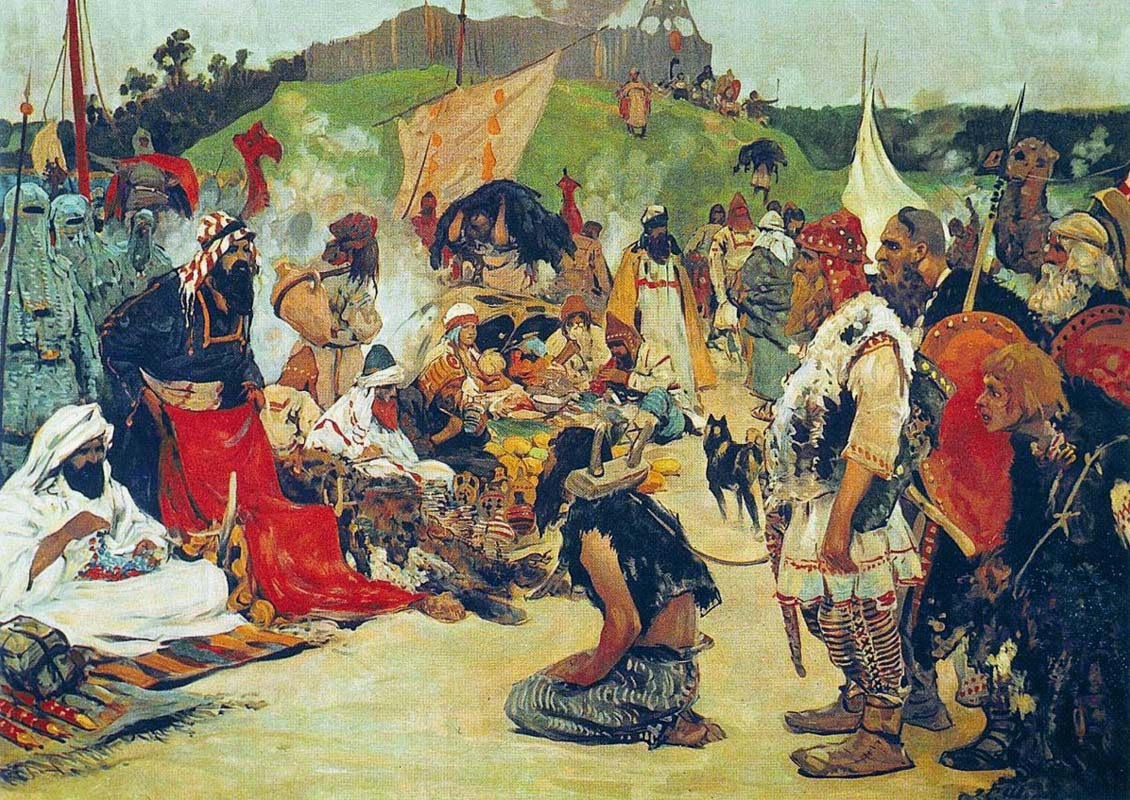
Marché aux esclaves au camp des Slaves orientaux
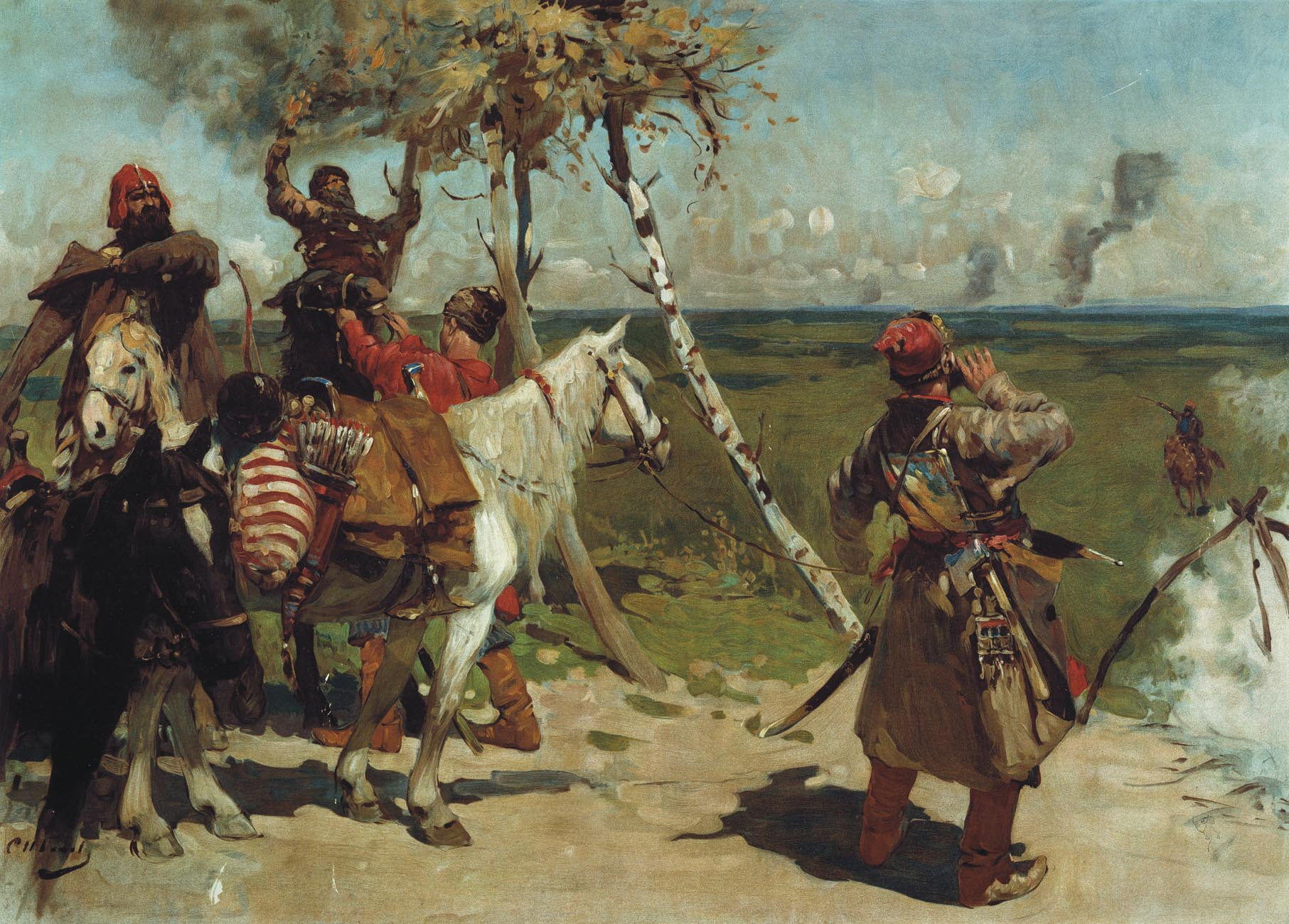
À la frontière sud de la Moscovie..
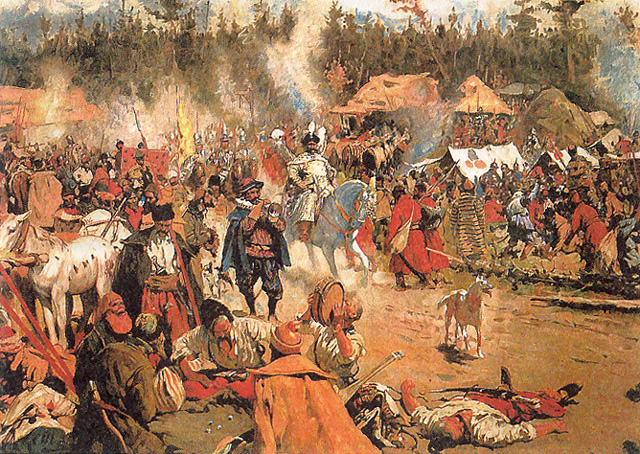
Touchino au Temps des troubles
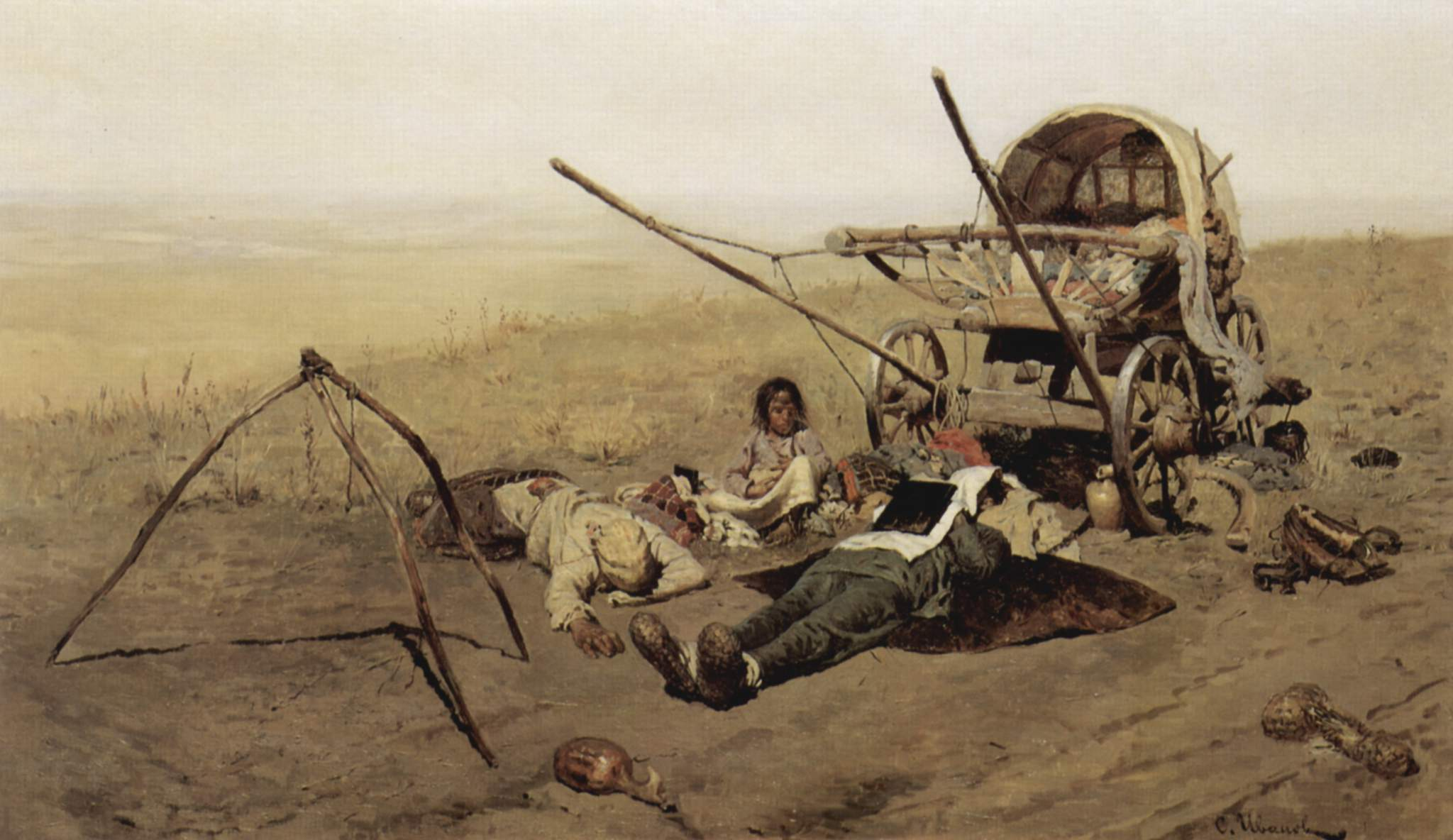
Sur la route. Mort d'un réfugié.
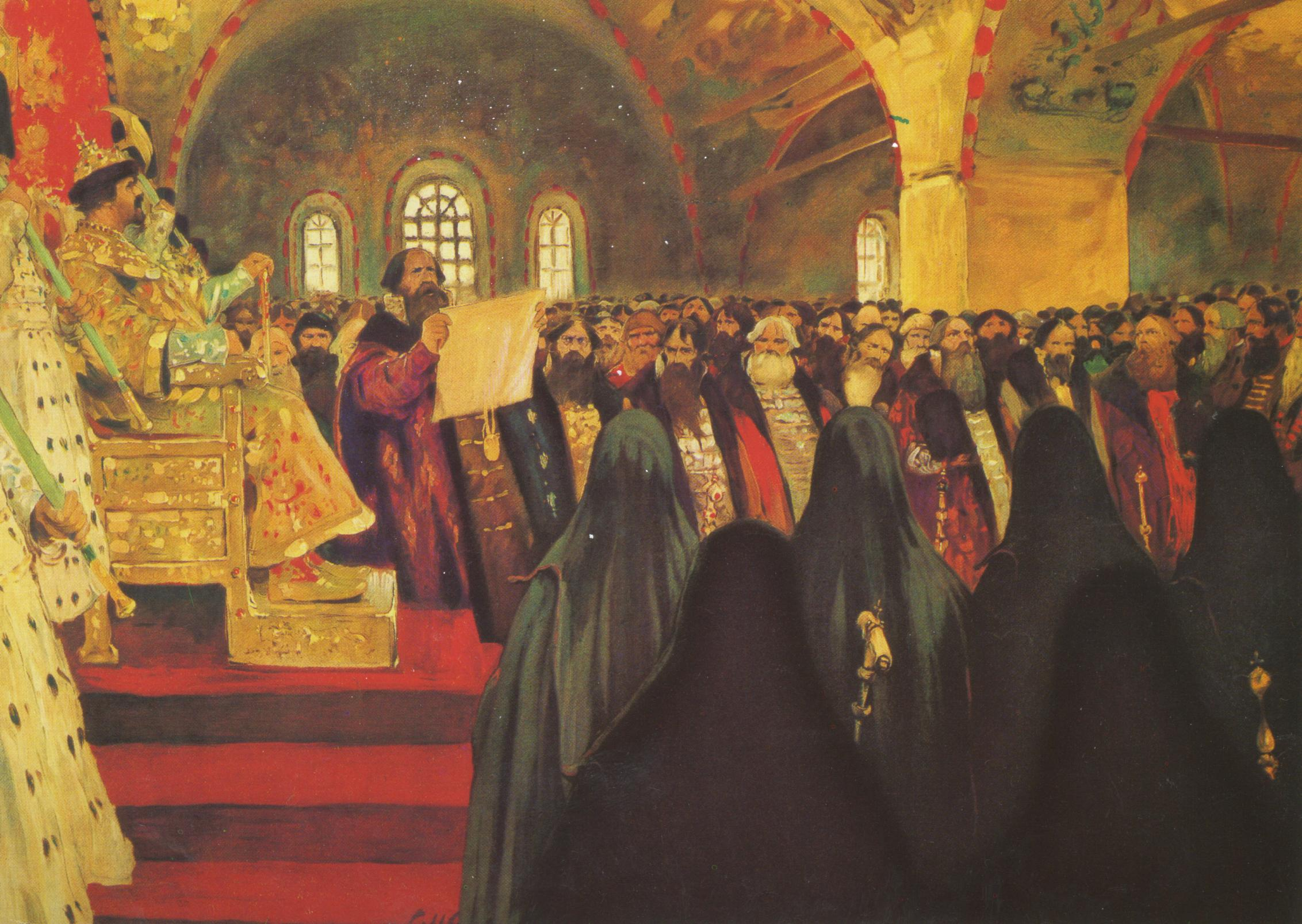
Zemski sobor (1908).